# Роке Масполи
Роке Масполи (на испански: Roque Máspoli) е уругвайски футболист, вратар и треньор.

## Кариера
От 19-годишната си кариера като вратар, той посвещава 14 на Пенярол, отбор, на който впоследствие става треньор. Той печели наградата за най-добрия вратар на Световното първенство през 1950 г., награда, която по-късно носи името Яшин. На финала на Световната купа той прави само 1 грешка, след което Фриаш отбелязва, но това не помага на бразилците, а Масполи става световен шампион пред 200 000 разочаровани бразилски фенове.
Роке Масполи и Пенярол печелят 5 национални първенства, Копа Либертадорес и Междуконтиненталната купа, води отбори в Испания, Перу, Парагвай, Еквадор.
На 22 февруари 2004 г. Масполи умира от сърдечен удар в родния си град Монтевидео.

## Отличия

### Отборни
Пенярол
- Примера дивисион де Уругвай: 1944, 1945, 1949, 1951, 1953, 1954

### Международни
Уругвай
- Световно първенство по футбол: 1950

### Треньор
Пенярол
- Междуконтинентална купа: 1966
- Копа Либертадорес: 1966
- Примера дивисион де Уругвай: 1964, 1965, 1967, 1985, 1986

Дефенсор Лима
- Примера дивисион: 1973

Барселона
- Еквадорска Серия А: 1987